# لورن فيليز
لورن فيليز (بالإنجليزية: Lauren Vélez)‏(ولدت في 2 نوفمبر 1964) ممثلة أمريكية وشقيقتها التوأم الممثلة لورين فيليز. أبرز أدوارها ماريا لاغويرتا بدور محققه في قسم شرطه ميامي في مسلسل دكستر.

## روابط خارجية
- لورن فيليز على موقع IMDb (الإنجليزية)
- لورن فيليز على موقع ألو سيني (الفرنسية)
- لورن فيليز على موقع أول موفي (الإنجليزية)
- لورن فيليز على موقع قاعدة بيانات برودواي على الإنترنت (الإنجليزية)
- لورن فيليز على موقع قاعدة بيانات الأفلام السويدية (السويدية)
- لورن فيليز على موقع إن إن دي بي (الإنجليزية)
- لورن فيليز على موقع قاعدة بيانات الفيلم (الإنجليزية)
- لورن فيليز على موقع كينوبويسك (الروسية)